# Carsten Goehrke
Carsten Goehrke (* 19. Mai 1937 in Hamburg) ist ein deutscher Osteuropahistoriker.

## Leben
Carsten Goehrke wurde als Sohn eines aus Pommern stammenden Verwaltungsjuristen geboren und wuchs in Pommern auf, nach der Flucht 1945 in Münster. Er studierte Geschichte, Geographie, Germanistik und Slawistik an den Universitäten Tübingen (ab 1957) und Münster (ab 1958). 1963 legte er die wissenschaftliche Prüfung zum Lehramt an Schulen ab und wurde Hilfskraft bei Manfred Hellmann. 1967 wurde er mit einer Dissertation über Die Wüstungen in der Moskauer Ruś. Studien zur Siedlungs-, Bevölkerungs- und Sozialgeschichte in Münster promoviert. Danach war er wissenschaftlicher Assistent an der Abteilung für Osteuropäische Geschichte in Münster.
1971 wurde Goehrke an die Universität Zürich berufen, als erster Ordinarius für Osteuropäische Geschichte in der Schweiz. Er widmete sich insbesondere der altrussischen Geschichte, der Sozialgeschichte und der Alltagsgeschichte. Von 1982 bis 1994 war er Präsident des Schweizerischen Sozialarchivs.
2002 wurde Goehrke emeritiert.

## Schriften
Als Autor
- Die Theorien über Entstehung und Entwicklung des mir. Harrassowitz, Wiesbaden 1964.
- Die Wüstungen in der Moskauer Ruś: Studien zur Siedlungs-, Bevölkerungs- und Sozialgeschichte. (= Quellen und Studien zur Geschichte des östlichen Europa. Band 1). Steiner, Wiesbaden 1968 (Dissertation, Universität Münster, 1968).
- mit Manfred Hellmann und Peter Scheibert: Rußland (= Fischer Weltgeschichte. Band 31). Fischer, Frankfurt am Main 1972.
- Frühzeit des Ostslaventums. Wissenschaftliche Buchgesellschaft, Darmstadt 1992.
- Russland: Eine Strukturgeschichte. NZZ Libro, Zürich 2010.
- Russischer Alltag. Eine Geschichte in neun Zeitbildern vom Frühmittelalter bis zur Gegenwart. 3 Bände. Chronos, Zürich 2003–2005.

Als Herausgeber
- mit Werner G. Zimmermann: „Zuflucht Schweiz“. Der Umgang mit Asylproblemen im 19. und 20. Jahrhundert. Rohr, Zürich 1994.
- mit Seraina Gilly: Transformationen und historisches Erbe in den Staaten des europäischen Ostens. Lang, Bern 2000.
- mit Jürgen von Ungern-Sternberg: Die baltischen Staaten im Schnittpunkt der Entwicklungen : Vergangenheit und Gegenwart. Schwabe, Basel 2003.
- mit Bianka Pietrow-Ennker: Städte im östlichen Europa: Zur Problematik von Modernisierung und Raum vom Spätmittelalter bis zum 20. Jahrhundert. Chronos, Zürich 2006.
- Lebenswelten Sibiriens. Aus Natur und Geschichte des Jenissei-Stromlandes. Chronos, Zürich 2016. ISBN 3-0340-1348-5